# Historique du Nîmes Olympique en Coupe de France
Cette page présente le bilan saison par saison du Nîmes Olympique en coupe de France. Le club a participé trois fois à la finale de l'épreuve en 1958, 1961, et 1996 sans jamais la remporter.

## Résultats saison par saison
Les matches sont présentés par décennie.

## Finales
Le Nîmes Olympique est le club ayant disputé le plus de finales de Coupe de France sans jamais la remporter avec le RC Lens (3).
| Date        | Équipe         | Score | Équipe          | Buteurs         | Stade            |
| ----------- | -------------- | ----- | --------------- | --------------- | ---------------- |
| 18 mai 1958 | Stade de Reims | 3 - 1 | Nîmes Olympique | Mazouz 49e      | Yves-du-Manoir   |
| 13 mai 1961 | UA Sedan-Torcy | 3 - 1 | Nîmes Olympique | Constantino 86e | Yves-du-Manoir   |
| 4 mai 1996  | AJ Auxerre     | 2 - 1 | Nîmes Olympique | Belbey 25e      | Parc des Princes |

## Bilan
Le tableau suivant résume le bilan du club dans la compétition, actualisé en fin de saison 2023-2024.
| Résultat                                         | Nombre |
| ------------------------------------------------ | ------ |
| Finaliste                                        | 3      |
| Demi-finaliste                                   | 7      |
| Quart de finaliste                               | 6      |
| Huitième de finaliste                            | 7      |
| Seizième de finaliste                            | 18     |
| Trente-deuxième de finaliste                     | 27     |
| Élimination avant les trente-deuxièmes de finale | 18     |
| Total                                            | 84     |